# Bellavista (Galápagos)
Bellavista ist eine Ortschaft und eine Parroquia rural („ländliches Kirchspiel“) im Kanton Santa Cruz der ecuadorianischen Provinz Galápagos. Sie liegt auf der Insel Santa Cruz. Die Einwohnerzahl lag im Jahr 2009 bei 1881.

## Lage

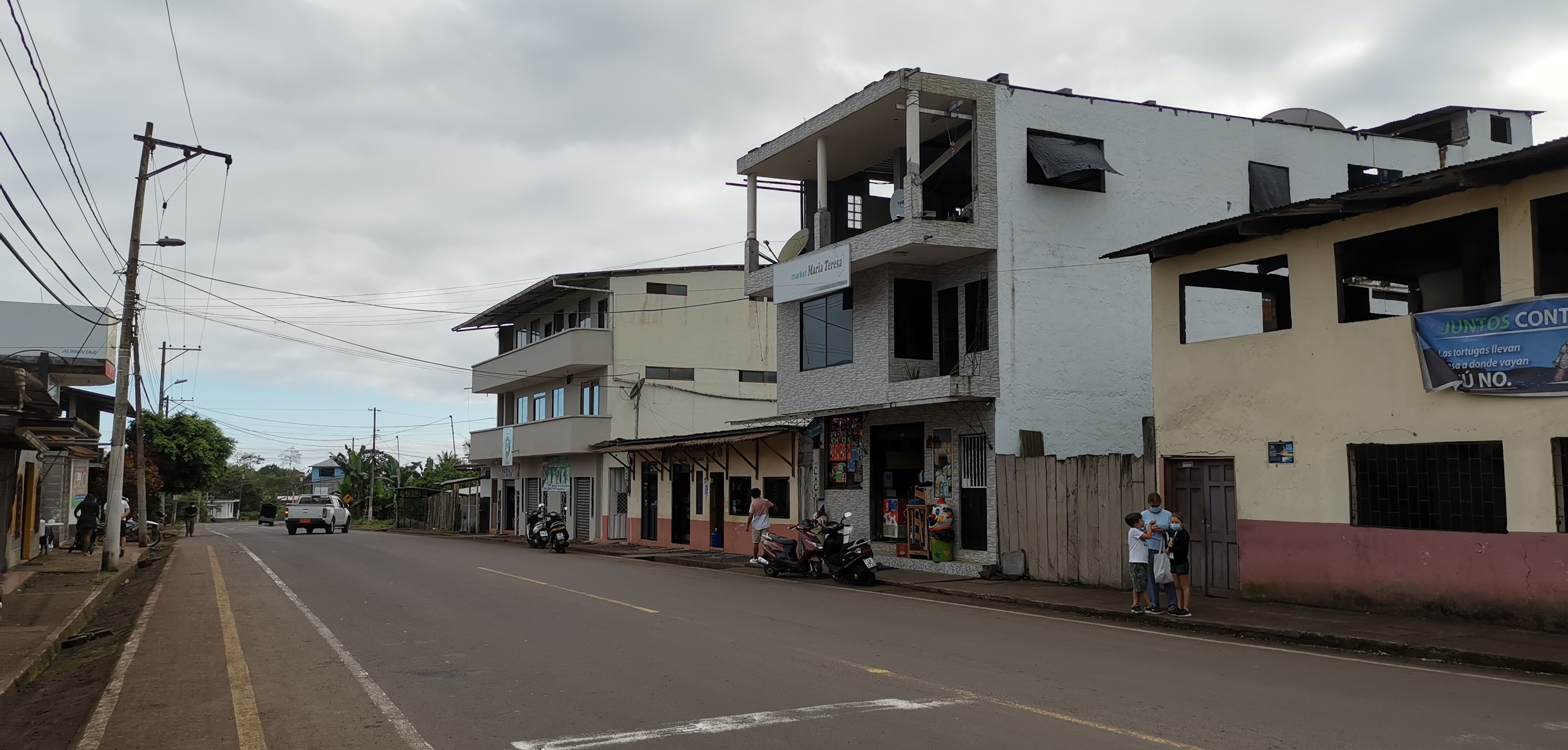
Hauptstraße in Bellavista

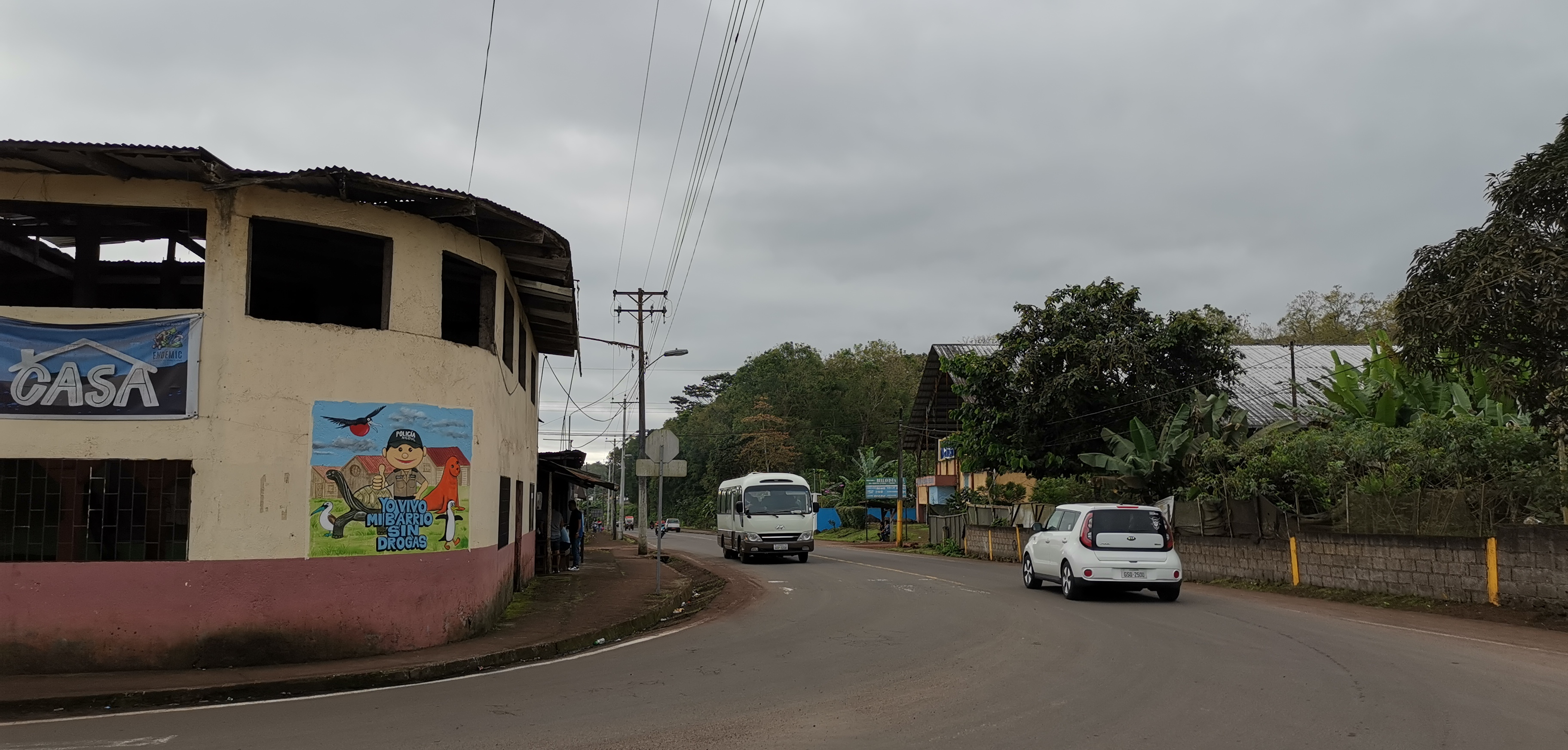
Bellavista

Die Parroquia Bellavista erstreckt sich über die Südosthälfte der Insel Santa Cruz mit Ausnahme von Puerto Ayora. Im Nordwesten grenzt die Parroquia an Santa Rosa. Der Ort Bellavista befindet sich im Inselinneren 5 km nordnordwestlich vom Kantonshauptort Puerto Ayora.

## Orte und Siedlungen
Neben dem Hauptort Bellavista ist die Parroquia in folgende Recintos gegliedert: El Camote, El Cascajo, Guayabillos und Miramar.

## Geschichte
Die Parroquia wurde am 28. Februar 1973 gegründet (Registro Oficial N° 256).